# Мургана
Вижте пояснителната страница за други значения на Мургана.
Мургана (на гръцки: Μουργκάνα) е предпланина на Пинд в Теспротия на границата с Албания, разположена северно от река Каламас.
По време на гражданската война в Гърция планината е последен бастион на ЕЛАС на територията на страната.